# Pornogrind
Pornogrind is een subgenre van de muziekstromingen grindcore en deathmetal, waarvan de teksten vaak zeer expliciet over seksualiteit, pornografie en sadomasochisme gaan. In zekere zin is het genre vooral verwant aan Goregrind, dat ook onderscheiden wordt door de perversiteit van de teksten.

## Karakter
Muzikaal gezien onderscheidt pornogrind zich niet bijzonder ten opzichte van andere extreme metalgenres. Het verschil komt vooral tot uiting in namen van bands, artiesten, albums en nummers, in de teksten en het artwork. Door de vaak extreem seksueel getinte coverart worden veel pornogrindbands als controversieel beschouwd en niet door alle muziekwinkels verkocht.

## Bands
Bands in dit genre genieten zelden enige bekendheid in de mainstream, hoewel sommige artiesten een cultstatus bereiken onder liefhebbers. Een bekendere band is het Duitse Cock and Ball Torture.